# Ernst Benda
Ernst Benda (ur. 15 stycznia 1925 w Berlinie, zm. 2 marca 2009 w Karlsruhe) – niemiecki prawnik, polityk, minister.

## Życiorys
Był politykiem CDU. W okresie od 2 kwietnia 1968 do 21 października 1969 był federalnym ministrem spraw wewnętrznych w rządzie kanclerza Kurta Georga Kiesingera.
Od 8 grudnia 1971 do 20 grudnia 1983 był prezydentem Federalnego Trybunału Konstytucyjnego.